# Ray Collins (historietista)
Eugenio Juan Zappietro, más conocido por su nombre artístico Ray Collins (San Martín, 28 de febrero de 1936), es un guionista de historietas argentino todavía en actividad. Entre sus obras más conocidas se encuentran Precinto 56 y Henga el Cazador.
Además de escritor de cómics, Zappietro también trabajó como policía y es actualmente el director del Museo de la policía en la ciudad de Buenos Aires.

## Biografía
De profesión policía, Eugenio Zappietro comenzó su carrera como guionista a los 23 años, animado por Julio Aníbal Portas, de Editorial Abril, quien le sugirió que usase un seudónimo estadounidense.
Hugo Pratt le encargó su primera serie policial, Precinto 56, que dibujó José Muñoz.
En 1967, fue finalista en el Premio Planeta de España con su novela Tiempo de morir.
En 1974, creó la historieta Henga el Cazador junto con el artista Juan Zanotto. La historieta también se publicó en la revista italiana Lanciostory comenzando con su primer número (#0) en 1975. La película italiana de 1983 Yor, el Cazador del Futuro se basó en el cómic.
A partir de 1979, continuó la historieta Dennis Martin, con dibujos de Lito Fernández.
Para la revista "Tit-Bits", creó la serie Los Vikingos con Arturo del Castillo en 1975.
Actualmente dirige el Museo Policial de su ciudad natal.